# (28619) 2000 FP24
2000 أف بي 24 (ويعرف أيضًا باسم (28619) 2000 أف بي 24 وفق تسمية الكوكب الصغير) (بالإنجليزية: 2000 FP24)‏ هو كويكب ضمن حزام الكويكبات؛ وترتيبه 28619 من حيث الاكتشاف.
اكتُشف هذا الجُرم الفلكي بواسطة بحث لنكولن عن الكويكبات القريبة من الأرض في 29 مارس 2000.

## وصلات خارجية
- (28619) 2000 FP24 في قاعدة بيانات مختبر الدفع النفاث لأجرام النظام الشمسي الصغيرة

- الاكتشاف · مخطط المدار ·  العناصر المدارية · المعلمات المادية

- (28619) 2000 FP24 على موقع ويكي سكاي: DSS2, SDSS, GALEX, IRAS, Hydrogen α, X-Ray, Astrophoto, Sky Map, Articles and images